# Nerv abducens

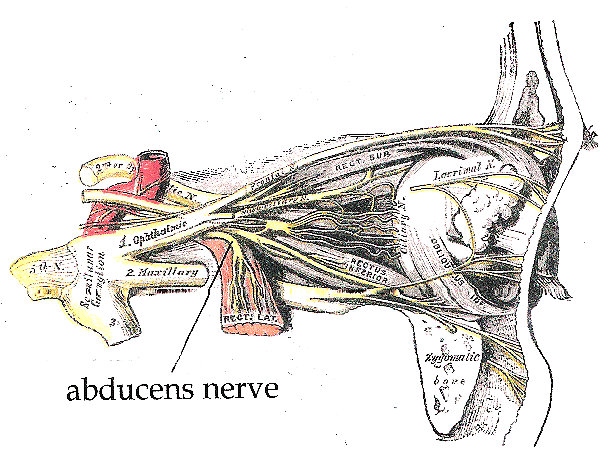
Nervul abducens

Nervul abducens (latină Nervus abducens) este cel de-al șaselea nerv cranian și este un nerv motor. Controlează mișcarea unui singur mușchi al globului ocular, cel drept lateral. 
Nervul abducens are originea aparentă în șanțul bulbopontin și originea reală în nucleul motor al nervului abducens din puntea lui Varolio. 